# キシュタ
キシュタ (アラビア語: قِشْطَة, ローマ字: qišṭa, 発音: [qiʃ.tˤa](IPA)、英語: qishtaまたはashta, アシュタ) は、伝統的には乳から熱凝固の方法で作られる濃厚なクリーム状の乳製品で、朝食、そしてスウィーツとして中東を始めとして東地中海地域で広く食されている。

## 概要
キシュタは、イギリス西部で作られる乳製品、クロテッドクリームに近いと表現されることが多く、中東料理において蜜やアタール（قَطْر、カタール、シロップのこと）などをかけそのまま提供されるか、デザートのフィリングとして主に使用される。
ヨーグルトやチーズなどその他の多くの乳製品と違い、伝統的キシュタは、微生物を利用した発酵や触媒によるタンパク質の変性に余り頼らず、主に熱変性によって作られる。
キシュタの成分は脂質とタンパク質の割合が平均それぞれ11.7パーセントと12.1パーセントとほぼ同等なリポタンパク質食品で、乳脂肪をそれぞれ約55パーセントと約30パーセントを含むクロテッドクリームと泡立てた生クリームよりも、原材料や食感こそ違えど、成分的には全乳の乳清から作られたリコッタにより似ていると分析されている。
伝統的キシュタ作りには大変時間と手間がかかる一方、含まれる水分量多いこととpH値がチーズなどに比べて高めなことから、細菌の繁殖には最適な状態であるため「非常に傷みやすく」、適切に調理または保存されていない場合、リステリアなどの食中毒の原因となる可能性が高い。よって賞味期限も短く2–5度の温度で冷蔵されていても4日程度とされる。

## 名称
キシュタのアラビア語の語根はق ش ط (q š ṭ)で、上澄みをすくうという意味がある。中東、マグレブ、東地中海地域と広域に渡って食されている食品ゆえに、諸語や緒方言によるさまざまな表記と発音、そしてそれらに依拠する多数の英語表記と発音、その上で日本語の翻字へ至ることから名称の表記は多数に渡る。英語ではqishta、kishta、kashta、kachta, ghishtaや、ق (ラテン文字のQに対応) を発音しない地域に呼応してashtaやeishtaと綴られ、日本語ではキシュタ以外にも、カシュタ、ギシュタ、ケシタ、アシュタ、イシュタ、エシュタなどかなりの表記の揺れが存在する。エジプトでは地元のクリームまたは我が郷土のクリーム（قشطة بلدي、Qishta Baladi）と呼ばれ、イラクではゲーマルまたはゲイマル、イランではサルシール（ペルシア語: سَرشیر、saršir）と呼ばれる。

## 起源
史料に裏付けされたキシュタの起源は判明していないが、家庭で作られたのが始まりだと考えられている。そしてオスマン帝国時代に、同帝国の支配下に置かれた地域に広く広まり、トルコには同様のカイマクという乳製品が存在する。

## 製法
伝統的キシュタの製法は2段階に分けられる、第一段階は、傾けて設置された容器に生乳を入れ、2時間から3時間かけてゆっくりと熱し続け、温度が比較的に低めな部分の表面に集まって浮いて来たクリーム状の皮膜を何度もすくい取り、その皮膜を集めることで、第二段階は、集めた皮膜を45度程度の温度で2時間ほどをかけて水分を切りながら粗熱をとり、その後冷却することである。
しかし、近代では調理時間を短縮し手間を省くために、また生乳の入手が難しいため、低温殺菌乳に生クリーム、レモン汁、乳酸、マスティック、そしてデンプン（コンスターチ、セモリナ粉）などを加えることによって凝固を早める方法が取られることが多くなってきている。
キシュタが作られた後の乳はレバノンでは赤い乳と呼ばれ、レバノンに限らずその他の乳製品の原料として利用される。

### 原材料

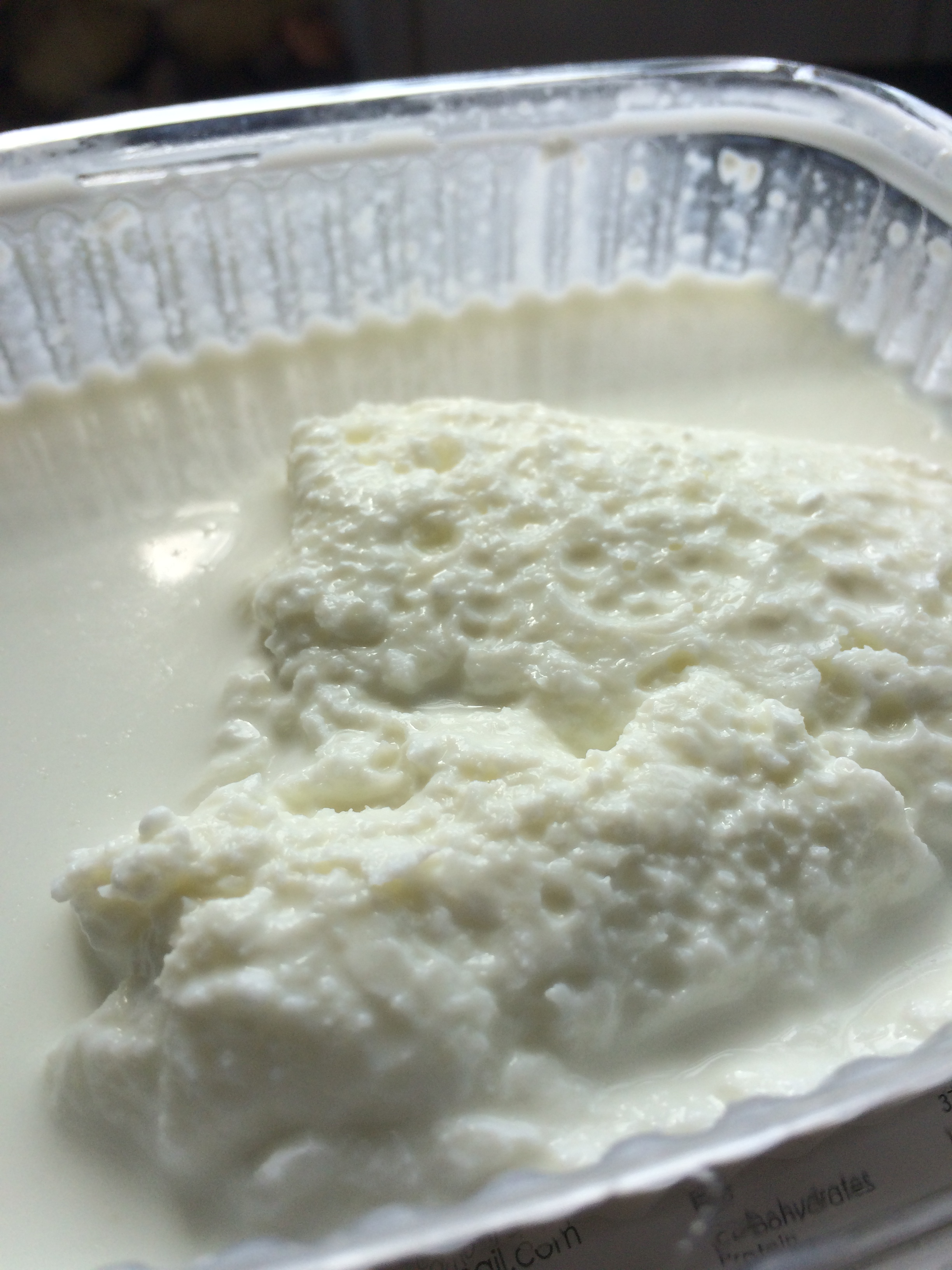
イラクでは主に水牛乳を使いゲーマル若しくはゲイマルと呼ばれ、パンに添えられ朝食として好まれている

主に牛の全乳が使われるが、地域によって水牛乳が使われる事もある。レバノンで牛乳が不足した時代以降には粉乳も使用された。

## 提供と使用方法
キシュタは前述のようにそのまま蜜やシロップをかけて食されるが、シロップには香り付けにオレンジ花水が加えられたり、飾りとしてフルーツが添えられたり、ピスタチオをトッピングするなどして提供される。
朝食としては、キシュタに蜂蜜を添え、ホブズと共に食される。
キシュタはさまざまなデザートに使用され、エジプトとレバントでは焼いてシロップに浸したパンをベースに敷き詰めた上にキシュタをたっぷりと敷き詰めて、ピスタチオやアーモンドをトッピングしたアイシュ・エル・サラヤ（宮廷のパン）、シリアやレバノンでは、カターイフのフィリングにキシュタを使うカターイフ・アサフィーリ（小鳥）、やはりシリアのホムスやハマー及びレバノンのタラーブルスで特に有名なセモリナ粉とチーズを練って作ったモッチリとした柔らかい皮にキシュタをフィリングとして巻いたハラーワートジュブンなどがあげられる。
中東の代表的デザートのクナーファは、レバノンにおいてもパレスチナのナーブルス風も人気が高い一方、レバノン風はカターイフ同様、チーズの代わりにキシュタを使用する。
レバノンを始めとしたレバンドやサウジアラビアでも、カラメル色になるまで炒ったセモリナ粉とサトウキビシロップを練った作った生地の上にキシュタを盛り、揚げた若しくは炒ったナッツ類をトッピングしたマフルーケというデザートが食される。
フィロでキシュタを筒状に巻いて焼いたり揚げたりしたZnoud el Sett（貴婦人の腕）は、シリア、レバノン、イラクなどで食され、マアムールと同じセモリナ粉とバターのビスケット生地でアシュタ（キシュタ）を上下で挟んだMaamoul Mad Bil Ashta（معمول مد بالقشطة、アシュタ入りのマアムール）も人気が高い。
「東方菓子の中心地」と呼ばれるレバノンのタラーブルスに本店を構える老舗菓子店ハーラーブ1881は、キシュタを使用した50品以上の商品を製造販売しているようにキシュタは多種多様のデザートに用いられている。
なお、これらのデザートで熱調理されるものは、最終熱調理直後の熱いうちに冷ましたシロップがかけられ、その中に浸される。最終調理手順に熱調理が含まなくても多くのものにシロップがかけられる。
これらのデザートは、特別な行事や結婚式や出産祝いなどの集まりのほか、ラマダーン期間中のスフール（日の出前の食事）またはイフタール（日没後初の食事）に多く食される料理で、デザートは食後のものという西洋の観念とは違い、朝食にも好まれる一皿となっている。

## 伝統的キシュタの商業販売
伝統的キシュタは生乳を使用するが、食品の衛生を管理する法によって低温殺菌されていない生乳を商業的加工品の原材料に使用できない国もあるため、伝統的キシュタの商業製造の中心地はシリアで、そこから近隣のヨルダンやイスラエルに輸入される。

## ギャラリー

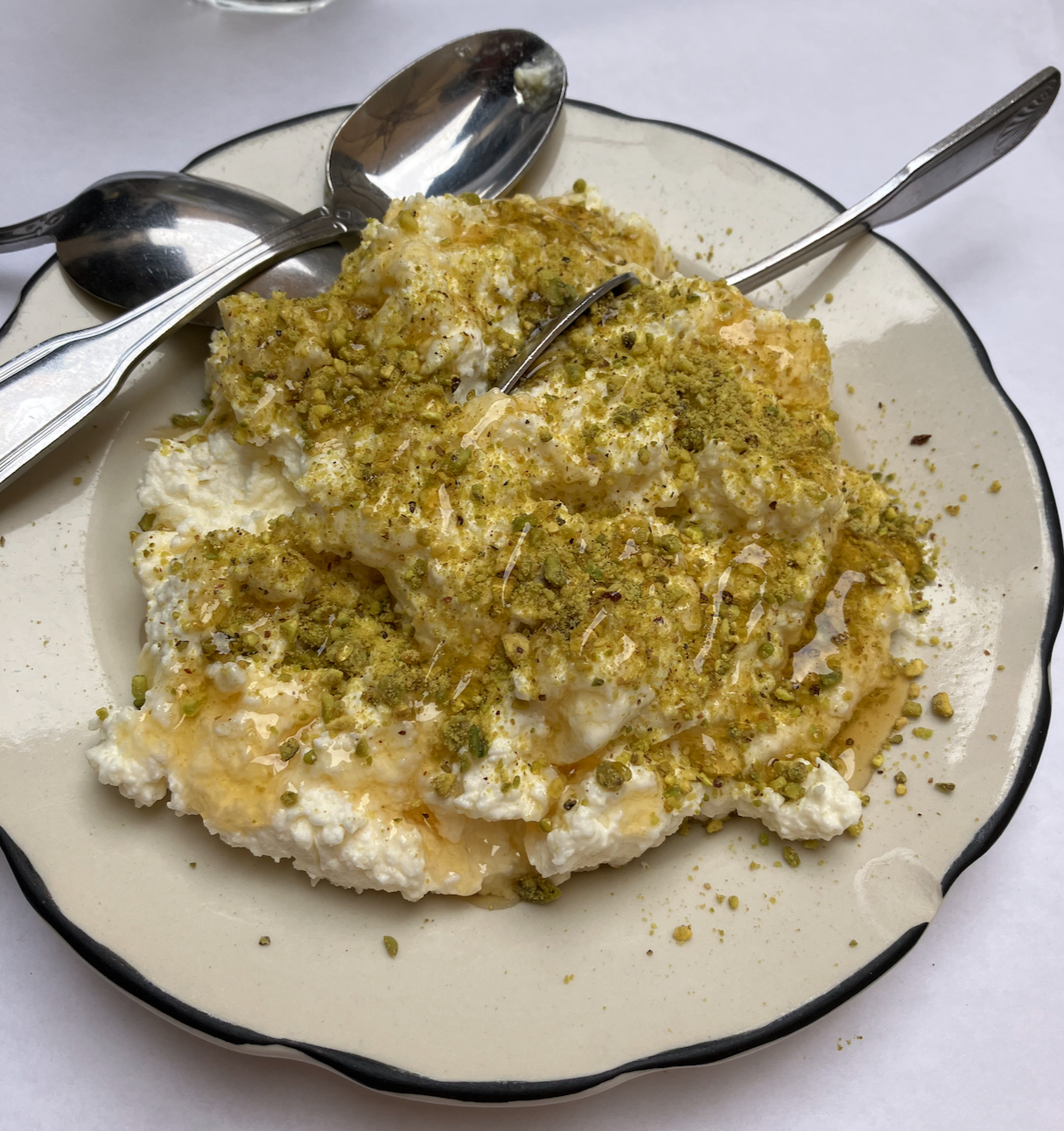
カリフォルニア州グレンデールのフェニシア・レストランにて提供されている、ピスタチオがトッピングされ、蜂蜜がかけられた、アシュタ（キシュタ） (2024年)
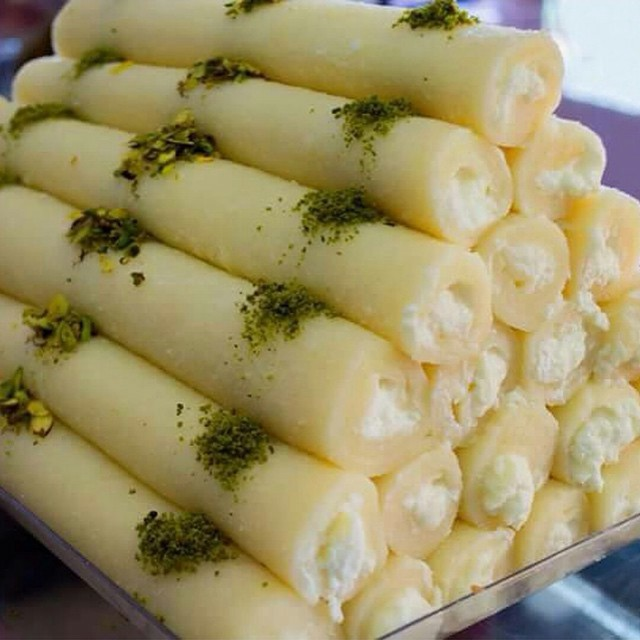
アシュタ（キシュタ）をフィリングに使ったシリア、レバノンのデザート、 ハラーワートジュブン（英語版）
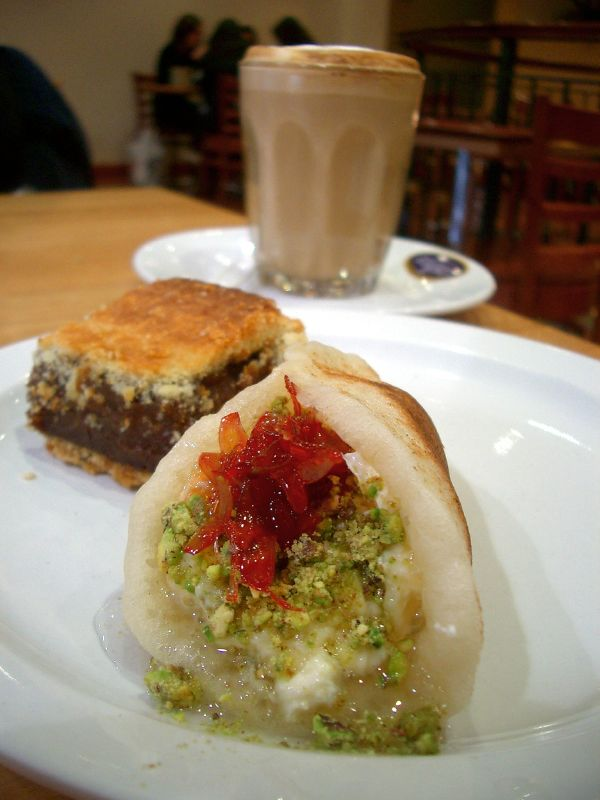
カターイフ・アサフィーリ（手前）とマアムール（左奥）
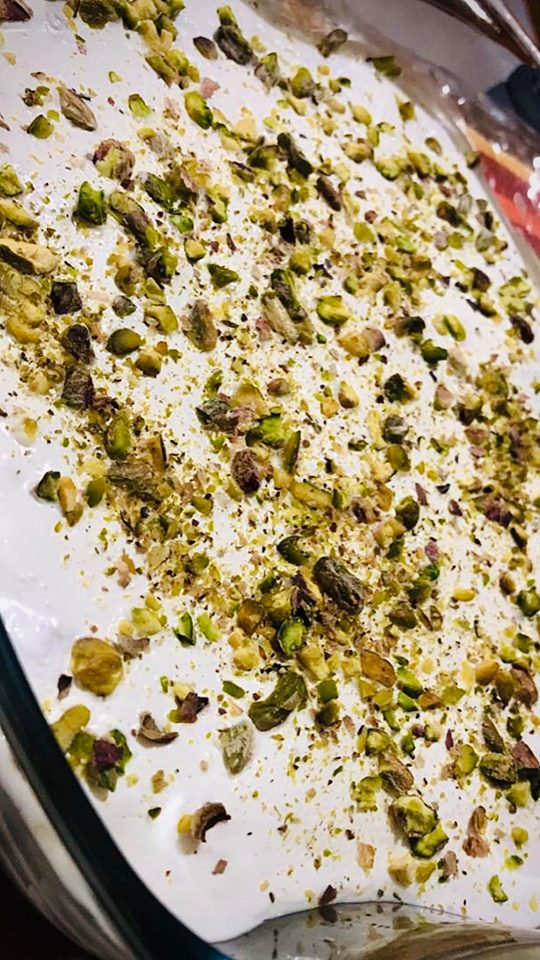
アイシュ・エル・サラヤ（英語版）